# Liptovský Michal
Liptovský Michal (do roku 1955 Liptovský Svätý Michal, maďarsky Szentmihály) je obec na Slovensku v okrese Ružomberok v Žilinském kraji. V roce 2017 zde žilo 303 obyvatel. První písemná zmínka o obci pochází z roku 1331.

## Pamětihodnosti
- Ve vsi stojí raně gotický římskokatolický kostel svatého Michala ze 13. století.
- Zvonice ze 17. století